# Slovakiet
Slovakiet er en stat i Centraleuropa. Landet er omgivet af land på alle sider: Østrig, Ungarn, Ukraine, Polen og Tjekkiet. 
Den 6. oktober 1938 erklærede Slovakiet, der fra 1918 havde været en del af Tjekkoslovakiet, sit selvstyre inden for rammerne af Tjekkoslovakiet. Den 31. oktober 1938 udstak Hitler retningslinjer for Tjekkoslovakiets fremtid, der indebar at Slovakiet blev en "selvstændig" stat under stærk tysk indflydelse. Den slovakiske stat blev udråbt den 14. marts 1939 og eksisterede indtil afslutningen af 2. verdenskrig. Derefter var den igen en integreret del af Tjekkoslovakiet, der udviklede sig til en demokratisk stat efter vestligt mønster efter Østblokkens fald i 1989. 5,4 millioner indbyggere (2023). 
Den Slovakiske Republik genopstod som selvstændig stat den 1. januar 1993 efter den fredelige deling af Tjekkoslovakiet. Det slovakiske nationalråd vedtog allerede i september 1992 en selvstændig forfatning. 
I dag er størsteparten af befolkningen romersk-katolske (65 %); (6,5 %) er protestanter.
Græsk-katolske, russisk-ortodokse, jøder og andre trossamfund er ligeledes repræsenteret i landet.

## Historie
Det nuværende Slovakiet var en del af kongeriget Ungarn, og af det forenede kejserlige og kongelige monarki Østrig-Ungarn frem til 1918, da det blev en del af den nye stat Tjekkoslovakiet. Slovakiet blev oprettet som selvstændig stat første gang i 1939 som følge af Münchenaftalen, og landet var allieret med Nazi-Tyskland under krigen. I 1945 blev det igen en del af det genoprettede Tjekkoslovakiet, som var kommunistisk styret og under stærk indflydelse fra Sovjetunionen frem til den såkaldte "fløjlsrevolutionen" i 1989. Slovakiet blev oprettet 1. januar 1993, efter opdeling af Tjekkoslovakiet - den såkaldte "fløjlsskilsmisse". Slovakiet blev medlem af Den Europæiske Union i maj 2004. I 2009 blev Slovakiet også medlem af Eurozonen.

## Geografi
Det slovakiske landskab er præget af bjergkæden Karpaterne, som dækker den nordlige halvdel af landet, med Tatrabjergene langs grænsen til Polen. I Tatrabjergene ligger landets højeste punkt, Gerlachovský štít på 2665 meter. Landskabet her er præget af dale og indsøer og er et populært vintersportsområde.
De vigtigste slovakiske floder er Donau, Váh og Hron.
Klimaet i Slovakiet er en blanding af tempereret og kontinentalt, med relativt varme somre og kolde, fugtige vintre. Gennemsnitstemperaturen går fra 9-10 °C i lavlandet i syd til ca. 5 °C i bjergene i nord.

### Byer
Bratislava er hovedstaden og har 428.672 indbyggere (1. januar 2006).

Andre store byer er:
| By                | Kraj (region)        | Indbyggere (31-12-2004) |
| ----------------- | -------------------- | ----------------------- |
| Košice            | Košický kraj         | 235.006                 |
| Prešov            | Prešovský kraj       | 91.767                  |
| Nitra             | Nitriansky kraj      | 85.742                  |
| Žilina            | Žilinský kraj        | 85.268                  |
| Banská Bystrica   | Banskobystrický kraj | 81.704                  |
| Trnava            | Trnavský kraj        | 69.140                  |
| Martin            | Žilinský kraj        | 59.449                  |
| Trenčín           | Trenčiansky kraj     | 56.850                  |
| Poprad            | Prešovský kraj       | 55.404                  |
| Prievidza         | Trenčiansky kraj     | 51.596                  |
| Zvolen            | Banskobystrický kraj | 43.272                  |
| Považská Bystrica | Trenčiansky kraj     | 42.320                  |
| Nové Zámky        | Nitriansky kraj      | 41.469                  |

## Politik
Slovakiet er en demokratisk republik med et parlamentarisk flerpartisystem. Der var parlamentsvalg i marts 2016 og præsidentvalg i april 2014.
Statsoverhoved er præsidenten, i 2024. Peter Pellegrini efterfulgte Zuzana Čaputová, og sidder i en femårsperiode til 2029.
Størstedelen af den udøvende magt ligger hos lederen af regeringen, premierministeren, der almindeligvis er leder af det største parti i nationalforsamlingen. Premierministeren udvælges af præsidenten, men behøver parlamentarisk flertal. Resten af regeringen udnævnes af præsidenten på anbefaling fra premierministeren. Slovakiets nuværende premierminister er Robert Fico, fra partiet Smer - Sociálna demokracia.
Den lovgivende magt ligger hos 150 repræsentanter af store nationalråd med to kamre for den slovakiske republik (Národná Rada Slovenskej Republiky). Repræsentanterne vælges for fire år efter et propotionalt valgsystem. 
Den dømmende magt er hos højesteret (Ústavný súd), hvis 13 medlemmer er valgt af præsidenten efter nationalrådets indstilling.
Slovakiet har været medlem af EU siden 1. maj 2004 og af NATO siden 29. marts samme år. Landet er også medlem af FN og sad i sikkerhedsrådet i perioden 2006-07. Slovakiet er et af de fire lande i Visegrádgruppen.

## Regioner
Slovakiet er inddelt i otte regioner (slovakisk: kraj, flertal kraje). De har navn efter regionens hovedby. Regionerne har siden 2002 haft en vis grad af selvstyre. 
1. Bratislava-regionen (Bratislavský kraj), hovedstad Bratislava
2. Trnava-regionen (Trnavský kraj), hovedby Trnava
3. Trenčín-regionen (Trenčiansky kraj), hovedby Trenčín
4. Nitra-regionen (Nitriansky kraj), hovedby Nitra
5. Žilina-regionen (Žilinský kraj), hovedby Žilina
6. Banská Bystrica-regionen (Banskobystrický kraj), hovedby Banská Bystrica
7. Prešov-regionen (Prešovský kraj), hovedby Prešov
8. Košice-regionen (Košický kraj), hovedby Košice

Hver region er delt op i 79 distrikter (okresy, ental okres), der i 2005 var er inddelt i 2.891  kommuner. Ni af distrikterne ligger i to store byer: fem i hovedstaden Bratislava og fire i byen Košice.

## Økonomi
Slovakiet har efter kommunismens fald gennemført den vanskelige overgang fra planøkonomi til en moderne markedsøkonomi. Den store privatiseringsreform er næsten færdig, banksektoren er næsten udelukkende i udenlandske hænder og udenlandske investeringer er øget.
Slovakiet har de sidste år haft en stor økonomisk vækst. Med en vækst i BNP på 8,9% i 2006 placerer Slovakiet sig helt i toppen i OECD.
Arbejdsløsheden toppede med 19,8% i 2001, men er faldet betragteligt siden 2003. I marts 2007 var den på 8,9%. Økonomisk fremgang og eksport af arbejdskraft har bidraget til nedgangen, men den er fortsat blandt de højere i EU.
Inflationen har svinget kraftigt i 2000-tallet og gik fra 12,0% i 2000 ned til 3,3% i 2002. Den gik derefter noget op og var 3,7% i 2005.
| Økonomiske nøgletal         | Værdi         | % af BNP | År, kilde                            |
| --------------------------- | ------------- | -------- | ------------------------------------ |
| BNP                         | 55,0 mrd US$  |          | 2006, Verdensbanken                  |
| BNP (vækst) (Verdensbanken) | 6,02 %        |          | 2005, UNDP Database                  |
| BNP (vækst) (Eurostat)      | 8,7 %         |          | 2007, Eurostat (europa.eu)           |
| Industriproduktion          | 15,4 %        |          | Q2 2007, Eurostat (europa.eu)        |
| Konsumpriser 2004           | 7,5 %         |          | 2004, UNDP Database                  |
| Konsumpriser 2006           | 4,3 %         |          | 2006, Eurostat (europa.eu)           |
| Arbejdsløshed               | 18,0 %        |          | 2004, UN Statistics (unstats.un.org) |
| Renter 3 mnd 2006           | 4,33 %        |          | 2006, Eurostat (europa.eu)           |
| Renter 3 mnd 2007           | 4,25 %        |          | Apr 2007, Forex                      |
| Handelsbalance              | -0,41 mrd US$ |          | 2003, UNDP Database                  |
| Betalingsbalance            | -0,28 mrd US$ |          | 2003, UNDP Database                  |
| Udviklingshjælp             | 0,01 mrd US$  |          | 2005, UNDP Database                  |
| BNP pr. indb                | 5 US$         |          | 2005, UNDP Database                  |

## Kultur

### Mad
Svinekød, oksekød og fjerkræ er de vigtigste kødvarer i Slovakiet, med svinekød som langt den mest populære. Blandt fjerkræet er kylling det mest almindelige, selv om ænder og gæs også er godt etableret. Kød som vildsvin, kanin og oksekød fås hele året. Lamme- og gedekød er ikke så populært.
Vin kommer overvejende fra de sydlige områder langs Donau og dens bifloder; den nordlige halvdel af landet er for koldt og bjergrigt.
Øl (på slovakisk Pivo) er også populært i hele landet.

### Musik
Populærmusik begyndte at erstatte folkemusik i begyndelsen af 1950'erne, da Slovakiet var en del af Tjekkoslovakiet; Amerikansk jazz, R&B og rock and roll var meget populært ved siden af vals, polka, og csárdás i folkemusikken.
Vigtige komponister: Eugen Suchoň (1908-1993), Jàn Cikker (1911-1989), Peter Machajdik (født 1961)

## Demografi
Slovakiet har 5.415.949 indbyggere (2013).
Majoriteten af Slovakiets befolkning er slovakisk (86%). Ungarerne (8,5%) er den største minoritet, andre minoriteter er sigøjnere, tjekkere, tyskere, ukrainere, jøder og polakker. 
Den slovakiske grundlov giver religionsfrihed; 69% tilhører den romersk-katolske kirke, den største minoritet er protestanter (10%), desuden er der 120.000 jøder.
Det officielle sprog er slovakisk; i nogle områder benyttes også ungarsk og rusinsk.

## Galleri
- Prešov
- Bardejov
- Košice
- Žilina
- Poprad
- Martin
- Banská Bystrica
- Trenčín
- Nitra
- Trnava
- Bratislava